# Ton(e)s of Hate
Ton(e)s of Hate è il quinto album del gruppo thrash metal italiano Necrodeath pubblicato nel settembre del 2003.

## Brani
1. Mealy-Mouthed Hypocrisy - 04:28
2. Perserverance Pays - 03:33
3. The Mark of Dr.Z - 03:27
4. The Flag - 03:22
5. Queen Of Desire - 03:40
6. Petition For Mercy - 03:40
7. Last Ton(e)s of Hate - 03:35
8. Evidence From Beyond - 04:29
9. Bloodstain Pattern - 07:55

## Componenti
- Flegias - voce
- Peso - batteria
- Claudio - chitarra
- John - basso